# 尼瓦尔
尼瓦尔，是西班牙安达卢西亚自治区格拉纳达省的一个市镇。总面积11平方公里，
2001年普查人口總數為200人，人口密度為每平方公里10人。